# 表達規則
表達規則（英語：Display rules） 是一種社會群體或文化的非正式規範，作為讓人們判斷自己應該如何表達的標準，並可以被視為一種文化規定或規則，人們則從年幼時期便開始透過與他人的互動和社交來學習表達規則，並在年輕時就學會這些文化標準，且藉由這些標準來判斷該在何時何地表達何種情感。1975年，Ekman與Frinsen提出以“不成文代碼（unwritten codes）”或“表達规则”來說明情緒表達的管理方式，這些不同的規則根據個人的文化、性别或家庭背景內化而成 。
表達規則是一個複雜且多面向的課題。透過表达方式（口头或脸部）和表達的动机（亲社会或自我保护）可以理解不同的表達規則。表達规则決定了人們的行為以及在特定情況下的表達情緒， 而人們往往將表達規則用於保護自己或是另一個人的感受。

## 情緒
情绪可以透過非语言的互動來傳達，例如臉部表情、手勢和身体语言。人們能夠在某些情況下加強情緒，就像收到一份並沒有很喜歡的禮物時，依然露出禮貌的微笑，並“掩蓋”住他的負面情緒。同樣，人們也懂得在某些情況下減少或消除情緒的表達，像是在有人摔倒時，抑制住想笑的衝動；或是在得到好處之後調整自己的情緒，保持嚴肅的撲克臉 。
情绪被定义为：當個人、社會目標面對到挑戰或機會時，一種简短、明確且多維的反應。情緒通常只有幾秒鐘或幾分鐘，而不會是幾個小時或是幾天。情绪通常非常明確的指出一個「明確的原因」，這也是為什麼人們可以感受到特定的情緒。情绪也帮助人們实现他们的社会目标。个人藉著不同的情緒來回應他們在社交互動中所面碰到的某些挑戰與機會。情绪選擇可以引發一个具体的目標導向行為，也可以成為社交關係的支持或阻礙。在不同文化背景下，有些情绪被認為是應該隱藏的，而有些情緒則應該強化表達。情緒可以對建立人際關係的過程與結果中產生重要的影響。

### 情緒的概念
情绪可以拆解成不同的部分。情緒组成的第一個部分的是评估阶段，在這一個階段，個人會對事件及其事件對個人目標之影響進行處理，並根據評估的結果決定使用正面或是負面的情绪。第二，個體會產生明顯的生理反应，例如脸红、心跳加快或是大量出汗。情緒的下一個階段是表達行為，声音與臉部表情的表達會依據情緒的狀態在溝通中傳達個體的社交反應或是意圖。接著是主观的感受 ，这是一種程度，定義了個體使用語言或其他方式表達特定情緒的經驗。最后是行动的倾向， 由情緒刺激或引發具体的行为和身体的反应產生。

### 情緒的理論
情绪可以透過口头、臉部表情以及手势來表達。達爾文假說中關於情绪的說明認為情绪的表達是普世通用的，並独立於文化。為了測試這個理論，Ekman與Frinsen进行了一项研究，其中採用了西方世界發現的基本情緒，並將這些情緒表達給日本、巴西、阿根廷、智利和美国等五個不同文化的受試者。在這五個文化的受試者中，有70-90%能够准确的判讀的情绪。他们還向巴布亚新几内亚一個與西方世界沒有接觸社區進行同樣的研究，结果显示，两个在文化上彼此孤立的社区依然可能有效地識別和確認的不同面孔所表現出來的情緒含意。这證明了臉部表情是能夠在全世界通用的表達方式 。關於情緒的情他理論請參見：情緒。

## 文化
文化的定义为「透過語言或其他方法一代一代相傳的共同行为、信仰、态度和价值观。」而在文化中的個體情緒會地位、角色和行為的不同而影響其表達。在一些文化的价值中，情緒相對明顯的受到高度重視。影響理論（affect theory）认为，促進重要文化思想的情绪，將會成為社交的焦點。以美国為例，他們重視激動的情緒，因为激動的情緒代表了美國獨立的文化思想；但在许多亚洲的文化中，則避諱談論个人热情，而更傾向平静、知足等可以代表和谐关系的理想。这些不同的文化价值观會影响一个人的日常行为和决定以及他的情绪表達。
一個人學習如何和另外一個人打招呼；在何時、何地、何情況下該如何与其他人互动；如何與他生活環境與成長過程中接觸的人表達情緒，都可以追溯到他生活的文化背景。以手势來說，手勢是一種表達方式，但是在不同的文化中同樣的手勢可能表達出不同的含意。 例如：伸出舌头在加拿大用來表達厌恶或不赞成，但是在西藏則是一種尊重的問候方式；V字手势在美國等國家被視為和平的相爭，但在英国和澳大利亚等一些國家文化中，手背向外的V字手勢代表了不尊重。
在一對一的溝通中，直接接觸與肢體互動因為高情境文化与低情境文化的不同也會有相異的作用。高情境文化的人會傾向眼神直接接觸、频繁的觸碰、肢體接触和密切的接近他人。墨西哥、意大利和巴西等国家是屬於高情境文化。低情境文化的人則傾向较少的眼神直接接觸，很少觸碰、採用间接的肢體接觸，以及和他人保持更多的物理距离。美国、加拿大和日本等國家是屬於低情境文化。

## 社交影響

### 家人和同伴
孩童對表達規則的理解和使用取決於其社交能力與周围環境。許多個人表達規則取決於其家庭以及经验；而很多的表達行为和规则是來自於复制社會與家庭生活周遭類似的行為所產生的。父母正面或負面的反應，都會對兒童表達規則產生影響與控制。2005年，Mcdowell與Parke指出，父母如果試圖對兒童的情緒和行為施以更多的控制，將會夺去他们學習情绪表達及表達规则是否正確的機會。因此，父母通过控制，使兒童無法从自己的错误中学习，將會限制並剝奪儿童学习亲社会表達規則的機會。
社会环境可以影响一個人控制或展現他的情绪與否。孩童的經驗以及聽眾的類性也是几个會影响他們决定控制或者展現情感與否的因素。事实上，孩童在同伴與家人（即母亲或父亲）的相處中，會因為對象的不同而對情緒表達有不同的控制程度。在不同類型情緒經驗中，兒童與同伴在場的情況皆會比與家人或獨處時更能控制其情緒表達。

### 学校环境
学校环境也是一个會影響绪和行为的地方。在小學階段，孩童會從社會環境中發現、並逐漸意識到能被接受的表達規則。他们會從學校中学习在特定的社交會環境中，那些情緒可以表達，那些情緒不能表達。

### 情緒和社交关系
情绪可以作为一种與他人沟通的方式，也可以導引社交互動，能够表达或了解其他情绪可以增進社交互动以及帮助个人目标的實現。而当表达或了解一个人的情緒非常困难或無法達成時，則會對社交互動产生负面的影响。
情緒商數的概念中有四项技能：
1. 能够准确的感觉到其他的情绪。
2. 能够了解自己的情绪。
3. 能力使用當下感觉帮助自己作出决定。
4. 能够管理一个情绪，做出與當前狀況符合的反應。

## 性别
性别也會影響在情绪的表達以及表達規則。在疲倦與恐懼的時候，男性比女性更有可能展現出自己的真實情绪。女性則在許多的狀況下更加頻繁的展現來自於情緒的感受。不過，两性皆是在人性和社会发展的前提下、藉由其智力敏感度（intellectual sensitivity）對他人的評估來調節情緒表現。這是為了融入周遭環境以及主流社會形態。

## 表達規則的發展
在表達規則的發展中，年齡起着重要的作用。在生活中，人們會獲得更多的經驗以及更多的社交互動。Jones指出，社交互動是創造和瞭解表達規則的主要因素。從人類在非常小的時候就透過家庭開始發展，并在與同伴的互動中持續。隨著遇見更多的人、面临生活中更多的挑战和成長，一个人可能會發展出不同的反应，这些反应将在很大程度上取决于他的年齡，解釋了为什么年轻人會與更年長的人有不同的社交互動。

### 婴儿時期
婴儿時期是一个學習表達規則的复杂时期。在非常年幼的時候，一個婴儿並不知道如何说话，因此他们用不同的方式來表達。为了与他人沟通，嬰兒會使用的面部表情和声音來表達。Malatesta與Haviland的研究指出一个婴儿可能有10个不同类别的面部表情 ：
- 感兴趣
- 享受
- 惊喜
- 悲伤或愁苦
- 愤怒
- 皺眉
- 不舒服或疼痛
- 抬高眉毛
- 恐惧
- 厭惡

但是，恐惧和厌恶會在下一個童年時期逐步发展，因為這些是需要知识和理解的复杂面部表情，嬰兒必須學習而無法复制；这就是为什么不是每个人都害怕同样的事情。大多数的面部表情是由學習父母親所產生的，主要是透過母亲。母亲與婴儿的關係是嬰兒期表達規則發展的關鍵，母亲與婴儿的表达是同步的。為了表達，婴儿需要透過“尖叫”或“哭泣”的聲音，每一個嬰兒皆是如此。因此父母的角色相當重要，他们必须教導婴儿何時與為何哭泣（如飢餓時）。

### 童年時期
在童年時期，表達规则會变得更加复杂。隨著孩童能力的發展，情感表达其調控的能力也不断增长，这种发展取决於孩童與他人的社交互動發展以及成熟度。孩童長達時也開始意識到自我與他人的區別。此時，他们開始了解非言语沟通的重要性和形塑情緒表達的方式，透過覺知的改變，孩童會將這些不同的規則內化。這些規則主要與兩個因素有關：
- 環境：社会环境影响了人的情緒反應， 观众和關係是孩童瞭解表達規則的必要因子[17]。
- 气质：莱斯利·布罗迪（英语：Leslie Brody）指出，父母與孩童交流與教育的方式不同，會產生孩童不同的回應與反應[18]。

这两个因素建立了个人表達规则，並培養了對他人的同情心。
孩童會持續改变和成长直到成年，不過在青春期，由於是孩童过渡到成人的階段，他们必須学习处理自己的内部冲突。在這段試驗期間，由於荷爾蒙的變化，情绪會更加强烈且更加难以控制。

### 成年時期
到了成年時期，人们開始能够使用大量不同的表達规则，並根据不同的情况、不同的對象來應對。社會決定了一個人應該在何時如何表達情緒，不過表達規則並不是靜態的，而是會不斷的演變。因此即使成年，一个人還是會學習或是使用新的方法来隐藏、表達以及应对情绪。有些時候，成人會更大幅度的控制他们的感受，特別時在工作环境中。一篇發表於職業健康心理學期刊（Journal of Occupational Health Psychology）的研究表明，在同一環境中工作的護士更有可能使用相同的表達規則，以實現其組織目標。表達规则不仅是屬於個人的，也可能屬於人与人之间，或是根據其不同的社會階級而產生。